# Archiwum społeczne
Archiwum społeczne – archiwum, które zostało utworzone oddolnie, w wyniku działalności społecznej. Archiwa społeczne najczęściej są prowadzone przez organizacje pozarządowe (fundacje, stowarzyszenia), instytucje samorządowe (np. biblioteki). Mają na celu zapisywanie historii społeczności, wydarzeń i miejsc poprzez gromadzenie, przechowywanie, zabezpieczanie, opracowywanie, digitalizację i udostępnianie archiwaliów. Wśród zbieranych przez archiwa społeczne materiałów znajdują się między innymi nieprofesjonalne, domowe fotografie czy nagrania wideo, dokumenty życia społecznego (np. legitymacje, dyplomy, zaproszenia, klepsydry), kroniki (np. szkolne, zakładowe), spuścizny. Dla archiwów społecznych cenna jest też historia mówiona – osobiste relacje zapisane w formie nagranego wywiadu.
W ideę archiwum społecznego wpisane są aktywne poszukiwanie i upowszechnianie zbiorów, a także udział społeczności (inicjatorów, ofiarodawców i odbiorców) w jego tworzeniu. 
Wśród obszarów zainteresowań archiwistów społecznych są:
- historia miejscowości, regionu lub „małej ojczyzny” – np. historia miejscowości (Archiwum Społeczne Gminy Samborzec lub Cyfrowe Archiwum Tradycji Lokalnej Miejskiej Biblioteki Publicznej – Hrubieszowskiego Centrum Dziedzictwa im. Krystyny i Stefana Du Chateau);
- temat lub grupa zawodowa albo społeczna – np. historia harcerstwa (Jakobstaf! Fundacja Harcerstwa), dzieje ziemiaństwa (Fundacja im. Zofii i Jana Włodków), historie pielęgniarek i położnych (Centralne Archiwum Pielęgniarstwa Polskiego im. Barbary Purtak), dzieje muzyki w polskich, ukraińskich i białoruskich wsiach (fundacja Muzyka Odnaleziona);
- konkretny rodzaj zbiorów – np. fotografia (Fundacja Archeologia Fotografii, Średzkie Towarzystwo Fotograficzne), nagrania audio i wideo historii mówionej (Fundacja Animacja w ramach projektu Praga Gada);
- konkretne osoby – np. archiwum himalaisty Jerzego Kukuczki (Fundacja Wielki Człowiek), archiwum fotografki Zofii Rydet (Fundacja im. Zofii Rydet)[1].

## Archiwa społeczne w Polsce
Jednym z głównych czynników wzrostu zainteresowania archiwistyką społeczną w Polsce były zmiany ustrojowe przełomu lat 80. i 90. XX wieku, procesy migracyjne i zmiany w życiu społeczności, wpływ industrializacji i deindustrializacji, zmiany pokoleniowe, rosnące zainteresowanie historią lokalną, rodzinną i indywidualną. Istotny był też wzrost możliwości finansowania tego typu inicjatyw, a także rewolucja cyfrowa. W tej ostatniej znaczące było zarówno sieciowanie i usprawnienie komunikacji wśród członków społeczności, jak i ułatwienie prac archiwalnych poprzez tworzenie cyfrowych kopii dokumentów, zapisywanie wywołanych źródeł, ich opisywanie i udostępnienie.
Instytucją wspierającą zakładanie i rozwój archiwów społecznych w Polsce jest Centrum Archiwistyki Społecznej, które prowadzi szkolenia, organizuje wydarzenia kulturalne oraz wspierające sieciowanie i rozwój archiwistów społecznych (Kongres Archiwów Społecznych). Prowadzi także Bazę Archiwów Społecznych i portal ZbiorySpoleczne.pl, który w jednym miejscu prezentuje zasoby ponad 250 archiwów społecznych z całej Polski.

## Baza Archiwów Społecznych
Baza Archiwów Społecznych jest jedynym w Polsce katalogiem podmiotów zajmujących się archiwistyką społeczną. Powstała w 2012 roku z inicjatywy Fundacji Ośrodka KARTA, od 2020 administruje ją Centrum Archiwistyki Społecznej.
Baza zawiera informacje o działalności archiwów społecznych w Polsce, gromadzonych przez nie zbiorach oraz sposobach ich udostępniania, a także dane lokalizacyjne i kontaktowe. Jest aktualizowana i uzupełniana o informacje o nowych podmiotach, nowych zbiorach czy polach działania archiwów społecznych. Można je wyszukiwać poprzez interaktywną mapę lub korzystając z tradycyjnej wyszukiwarki, która uwzględnia m.in. nazwy instytucji i miejscowości, województwa czy klucze tematyczne.
W maju 2024 r. liczba archiwów społecznych opisanych w Bazie wynosiła 778. Ponad połowa z nich (405 jednostek) to archiwa prowadzone przez organizacje pozarządowe, z kolei 35% – samorządowe lub państwowe instytucje kultury (273 jednostek). Pozostałe jednostki (97 z 778) prowadzone są przez osoby prywatne lub grupy nieformalne.